# Kortbaneløb på skøjter under vinter-OL 2010 – Herrernes 1500 meter
Herrernes 1500 meter short track under Vinter-OL 2010 bliver afholdt 13. februar 2010 i Pacific coliseum i Vancouver, Canada.

## Resultater

### Indledende heats
Der bliver afholdt 6 indledende heats. De tre bedste skøjtere i hvert heat kvalificere sig til semifinalerne.

### 1. heat
| Plac. | Nr. | Navn             | Land        | Tid      | Noter |
| ----- | --- | ---------------- | ----------- | -------- | ----- |
| 1     | 2   | Olivier Jean     | Canada      | 2:14.279 |       |
| 2     | 1   | Lee Ho-Suk       | Sydkorea    | 2:14.324 |       |
| 3     | 3   | Liu Xianwei      | Kina        | 2:14.254 |       |
| 4     | 6   | Tyson Heung      | Tyskland    | 2:14.461 |       |
| 5     | 5   | Blake Skjellerup | New Zealand | 2:14.730 |       |
| 6     | 4   | Ruslan Zakharov  | Rusland     | 2:14.929 |       |

¨

### 2. heat
| Plac. | Nr. | Navn             | Land     | Tid      | Noter |
| ----- | --- | ---------------- | -------- | -------- | ----- |
| 1     | 5   | Liang Wenhao     | Kina     | 2:16.152 |       |
| 2     | 6   | Charles Hamelin  | Canada   | 2:16.153 |       |
| 3     | 2   | Sebastian Praus  | Tyskland | 2:17.058 |       |
| 4     | 3   | Nicolas Bean     | Italien  | 2:17.089 |       |
| 5     | 1   | Jumpei Yoshizawa | Japan    | 2:30.701 |       |
|       | 4   | Jordan Malone    | USA      |          | DISK  |

### 3. heat
| Plac. | Nr. | Navn            | Land     | Tid      | Noter |
| ----- | --- | --------------- | -------- | -------- | ----- |
| 1     | 6   | Lee Jung-Su     | Sydkorea | 2:12.380 |       |
| 2     | 1   | John Celski     | USA      | 2:12.460 |       |
| 3     | 4   | Nicola Rodigari | Italien  | 2:12.609 |       |
| 4     | 5   | Benjamin Mace   | Frankrig | 2:12.875 |       |
| 5     | 2   | Yuzo Takamido   | Japan    | 2:15.402 |       |
| 6     | 3   | Paul Herrmann   | Tyskland | 2:16.782 |       |

### 4. Heat
| Plac. | Nr. | Navn              | Land           | Tid      | Noter |
| ----- | --- | ----------------- | -------------- | -------- | ----- |
| 1     | 4   | Yuri Confortola   | Italien        | 2:14.584 |       |
| 2     | 3   | Sjinkie Knegt     | Holland        | 2:14.862 |       |
| 3     | 1   | Jack Whelbourne   | Storbritannien | 2:14.972 |       |
| 4     | 2   | Semion Elistratov | Rusland        | 2:15.455 |       |
| 5     | 6   | Viktor Knoch      | Ungarn         | 2:16.826 |       |
| 6     | 5   | Song Weilong      | Kina           | 2:20.095 |       |

### 5. Heat
| Plac. | Nr. | Navn                | Land     | Tid      | Noter |
| ----- | --- | ------------------- | -------- | -------- | ----- |
| 1     | 4   | Apolo Anton Ohno    | USA      | 2:17.653 |       |
| 2     | 1   | Pieter Gysel        | Belgien  | 2:18.560 |       |
| 3     | 3   | Peter Darazs        | Ungarn   | 2:18.827 |       |
| 4     | 2   | Jakub Jaworski      | Polen    | 2:19.163 |       |
| 5     | 6   | Jean Charles Mattei | Frankrig | 2:33.989 |       |
|       | 5   | Guillaume Bastille  | Canada   | DISK     |       |

### 6. Heat
| Plac. | Nr. | Navn               | Land           | Tid      | Noter |
| ----- | --- | ------------------ | -------------- | -------- | ----- |
| 1     | 1   | Sung Si-Bak        | Sydkorea       | 2:14.836 |       |
| 2     | 6   | Haralds Silovs     | Letland        | 2:14.900 |       |
| 3     | 5   | Takahiro Fujimoto  | Japan          | 2:16.155 |       |
| 4     | 4   | Anthony Douglas    | Storbritannien | 2:16.622 |       |
| 5     | 2   | Niels Kerstholt    | Holland        | 2:46.222 |       |
|       | 3   | Maxime Chataignier | Frankrig       | DISK     |       |

## Semifinaler

### Semifinale 1
| Plac. | Nr. | Navn             | Land     | Tid      | Noter    |
| ----- | --- | ---------------- | -------- | -------- | -------- |
| 1     | 1   | Lee Jung-Su      | Sydkorea | 2:10.949 | OR       |
| 2     | 5   | Apolo Anton Ohno | USA      | 2:11.072 |          |
| 3     | 4   | Charles Hamelin  | Canada   | 2:11.225 | B-finale |
| 4     | 2   | Nicola Rodigari  | Italien  | 2:11.402 | B-Finale |
| 5     | 3   | Sjinkie Knegt    | Holland  | 2:13.870 |          |
| 6     | 7   | Jumpei Yoshizawa | Japan    | 2:15.129 |          |
| 7     | 6   | Peter Darazs     | Ungarn   | 2:18.349 |          |

### Semifilane 2
| Plac. | Nr. | Navn                | Land           | Tid      | Noter    |
| ----- | --- | ------------------- | -------------- | -------- | -------- |
| 1     | 2   | Lee Ho-Suk          | Sydkorea       | 2:14.833 |          |
| 2     | 4   | Liang Wenhao        | Kina           | 2:15.453 |          |
| 3     | 5   | Sebastian Praus     | Tyskland       | 2:16.240 | B-finale |
| 4     | 6   | Pieter Gysel        | Belgien        | 2:16.249 | B-finale |
| 5     | 3   | Jack Whelbourne     | Storbritannien | 2:17.156 |          |
| 6     | 1   | Olivier Jean        | Canada         | 2:32.358 |          |
| 7     | 7   | Jean Charles Mattei | Frankrig       | 2:36.291 |          |

### Semifinale 3
| Plac. | Nr. | Navn              | Land     | Tid      | Noter    |
| ----- | --- | ----------------- | -------- | -------- | -------- |
| 1     | 4   | Sung Si-Bak       | Sydkorea | 2:13.585 |          |
| 2     | 1   | John Celski       | USA      | 2:13.606 |          |
| 3     | 3   | Yuri Confortola   | Italien  | 2:13.645 | B-finale |
| 4     | 5   | Haralds Silovs    | Letland  | 2:14.009 | B-finale |
| 5     | 2   | Liu Xianwei       | Kina     | 2:14.500 |          |
| 6     | 6   | Takahiro Fujimoto | Japan    | 2:15.984 |          |
| 7     | 7   | Niels Kerstholt   | Holland  | 2:16.352 |          |

## Finale
| Plac. | Nr. | Navn             | Land     | Tid | Noter |
| ----- | --- | ---------------- | -------- | --- | ----- |
| 1     | 1   | Lee Jung-Su      | Sydkorea |     |       |
| 2     | 2   | Apolo Anton Ohno | USA      |     |       |
| 3     | 4   | John Celski      | USA      |     |       |
| 4     | 7   | Olivier Jean     | Canada   |     |       |
| 5     | 3   | Sung Si-Bak      | Sydkorea |     |       |
| 6     | 6   | Liang Wenhao     | Kina     |     |       |
|       | 5   | Lee Ho-Suk       | Sydkorea |     | DISK  |